# Athena Strates
Athena Strates (geboren am 12. November 1996 in Kapstadt, Südafrika) ist eine südafrikanische Filmschauspielerin mit deutschen Wurzeln.

## Leben
Athena Strates spielt seit 2012 Theater und hat in Werbespots sowie seit 2017 in TV-Produktionen mitgewirkt. Mit dem dystopischen Fernsehfilm Aufbruch ins Ungewisse hatte sie 2017 ihr Langfilmdebüt.
Sie spricht fließend Englisch, Deutsch und Afrikaans und lebt in Berlin und Kapstadt.

## Filmografie
- 2017: Troja – Untergang einer Stadt (Troy: Fall of a City, Fernseh-Mehrteiler)
- 2017: Aufbruch ins Ungewisse (Fernsehfilm)
- 2017: Dating Game Killer (Fernsehfilm)
- 2018: Deutschland 86 (Fernsehserie)
- 2019: The Good Liar – Das alte Böse (The Good Liar)
- 2019: Schwiegereltern im Busch (Fernsehfilm)
- 2020: A Perfect Enemy
- 2020: SOKO Köln (Fernsehserie, Folge Aufruhr)
- 2020: Die Chefin (Fernsehserie, Folge Kaltblütig)
- 2022: Ze Network (Fernsehserie)
- 2023: Die Tribute von Panem – The Ballad of Songbirds and Snakes (The Hunger Games: The Ballad of Songbirds and Snakes)

## Verweise
- Athena Strates bei der Agentur Baumbauer Actors (Deutschland, international; englisch)
- Offizielle Agenturseite (Südafrika; englisch)
- Athena Strates bei IMDb